# Piave Pinot nero
Il Piave Pinot nero è un vino DOC la cui produzione è consentita nelle province di Treviso e Venezia.

## Caratteristiche organolettiche
- colore: rosso rubino tendente al granato se invecchiato.
- odore: vinoso, tipico, gradevole.
- sapore: asciutto o leggermente amabile, sapido, di corpo, armonico.

## Produzione
| Provincia | Stagione | Volume (ettolitri) |
| --------- | -------- | ------------------ |
| Treviso   | 1990/91  | 476,56             |
| Treviso   | 1991/92  | 546,84             |
| Treviso   | 1992/93  | 631,75             |
| Treviso   | 1993/94  | 425,32             |
| Treviso   | 1994/95  | 909,02             |
| Treviso   | 1995/96  | 908,98             |
| Treviso   | 1996/97  | 809,41             |